# David Doyle
Pour les articles homonymes, voir Doyle.
David Doyle, de son vrai nom David Fitzgerald Doyle, né le 1er décembre 1929 à Omaha, au Nebraska, aux (États-Unis), et mort le 26 février 1997 à Los Angeles, en Californie, aux (États-Unis), à l'âge de 67 ans, d'une crise cardiaque, est un acteur américain.

## Biographie

### Jeunesse
David Doyle est né à Omaha (Nebraska). Il est le fils de Mary Ruth (née Fitzgerald) et Lewis Raymond Doyle, procureur. Son grand-père maternel, John Fitzgerald, était un constructeur de chemin de fer et banquier au Nebraska. Il fut diplômé de la Campion High School (en) de Prairie du Chien (Wisconsin) en 1947.

### Carrière
Il est connu pour son rôle de John Bosley dans la série télévisée Drôles de dames où il apparaît dans les 116 épisodes. Le personnage aurait été ainsi nommé par les scénaristes, du fait de la ressemblance de son interprète avec son homologue Tom Bosley. Il a aussi prêté sa voix, jusqu'à sa mort, au personnage Grandpa Lou Pickles (en) dans la série Les Razmoket, dessins animés télévisés sur Nickelodeon. Doyle est apparu de nombreuses fois en invité dans l'émission jeu Match Game fin des années 1970 début 80 donnant le plus souvent des réponses étranges rarement choisies par les candidats. Il se plaçait habituellement dans la rangée du haut à côté de Brett Somers et Charles Nelson Reilly.
Doyle était un acteur de théâtre de renom. Il a joué Orgon en 1964 dans la première de la traduction de Tartuffe de Richard Wilbur au Fred Miller Theater de Milwaukee. Sa sœur jouait Dorisse, la servante effrontée et Steven Porter dirigeait la production.

### Vie privée
De 1956 à 1968, Doyle était marié à Rachel Doyle, qui est morte dans un accident. Le 11 janvier 1969, il a épousé Anne Doyle Nathan.
Sa sœur Mary Doyle († 1995) était aussi une actrice (essentiellement de théâtre).

### Mort
Doyle est mort à 67 ans à Los Angeles d'une crise cardiaque le 26 février 1997.

## Filmographie
- 1959 : Joyeux Anniversaire (Happy Anniversary) de David Miller : Hotel Earle Desk Clerk
- 1963 : Act One : Oliver Fisher
- 1967 : Le Minus se rebiffe (The Tiger Makes Out) d'Arthur Hiller : Housing Clerk
- 1968 : Le Refroidisseur de dames de Jack Smight : lieutenant Dawson
- 1968 : Kiss Me Kate (en) (TV)
- 1968 : Un shérif à New York (Coogan's Bluff) de Don Siegel : Pushie (tavern owner)
- 1968 : Le Lion de papier (Paper Lion) d'Alex March : Oscar
- 1969 : Folies d'avril (The April Fools) de Stuart Rosenberg : Orlow P. Walters
- 1969 : Some Kind of a Nut (en) de Garson Kanin
- 1970 : Loving d'Irvin Kershner : Will
- 1971 : Mortadella (La mortadella) : O'Henry
- 1971 : Pigeons : Mr. Seigbert
- 1971 : The Pursuit of Happiness de Robert Mulligan : James Moran
- 1971 : Un nouveau départ (A New Leaf) d'Elaine May : Mel
- 1971 : Making It (en) de John Erman : Fanning
- 1971 : Who Killed Mary What's 'Er Name? (en) d'Ernest Pintoff : Boulting
- 1972 : Parades : Captain Jinks
- 1972 : Bridget Loves Bernie (en) (série télévisée) : Walt Fitzgerald
- 1973 : Incident on a Dark Street (en), téléfilm de Buzz Kulik (TV) : Luke Burgess
- 1973 : The Police Story (TV) : Kurt Mueller
- 1973 : Money to Burn (TV) : Warden Caulfield
- 1973 : Blood Sport (TV) : Mr. Schmidt
- 1973 : Miracle sur la 34e rue (Miracle on 34th Street) (TV) : R.H. Macy
- 1974 : Family Theatre: Married Is Better (TV)
- 1974 : Ginger in the Morning de Gordon Wiles : Fred
- 1974 :  The First 36 hours of Dr. Durant  (téléfilm) : Dr. Atkinson
- 1975 : Ellery Queen, à plume et à sang (épisode : Meurtre au réveillon) : Donald Becker
- 1976 : Crackle of Death (en) (TV) : Cardinale
- 1976 : Drôles de dames (TV) : John Bosley (1976-1981)
- 1976 : Vigilante Force (en) de George Armitage : Homer Arno
- 1977 : Black Market Baby (en) (TV) : Joseph Carmino
- 1978 : My Boys Are Good Boys : Harry Klinger, Reformatory Guard
- 1978 : Wild and Wooly (en) (TV) : Teddy Roosevelt
- 1978 : Capricorn One : Walter Loughlin
- 1978 : Hallucinations, (The Comeback) de Pete Walker: Webster Jones
- 1980 : The Line : capitaine Jinks
- 1981-1982 : Pour l'amour du risque (Série TV, S.3 E.4 : Train de luxe, titre original "Hartland Express") : Jim Casey
- 1982 : Les Bleus et les Gris (The Blue and the Gray) (feuilleton TV) : Phineas Wade
- 1983 : Attendez que maman revienne (en) (Wait Till Your Mother Gets Home!) (TV) : Herman Ohme
- 1983 : The Invisible Woman (TV) : Neil Gilmore
- 1985 : Arabesque (Série TV S.1 E.16 titre original "Sudden Death") : Brad Lockwood
- 1963 : Hôpital central (General Hospital) (série télévisée) : Ted Holmes (1986-1987)
- 1987 : Sweet Surrender (série télévisée) : Frank Macklin
- 1988 : Salome's Last Dance de Ken Russell : A. Nubin
- 1988 : Maybe Baby (TV) : Pete
- 1989 : Ghost Writer (TV) : Herb Baxter
- 1989 : Murphy's Laws of Golf
- 1990 : Love or Money : Arthur Reed
- 1990 : Wings of Fame d'Otakar Votocek
- 1990 : Super Baloo (TaleSpin) (série télévisée) : shériff Gomer Cleghorn'(voix)
- 1990 : Archie: To Riverdale and Back Again (en) (TV) : Mr. Weatherbee
- 1991 : They Do It with Mirrors (TV) : Neville
- 1991 : Les Razmoket (Rugrats) (série télévisée) : Louis Kalhern « Grandpa » Pickles I (1991-1998) (voix)
- 1993 : Tendre galère (The Punk) : Roger Rabbit
- 1993 : Bonkers (série télévisée) : W.W. Whacky (voix)
- 1996 : Simisola (TV) : Dean
- 1996 : Pinocchio (The Adventures of Pinocchio) de Steve Barron : Pepe the Cricket (voix)
- 1996 : Road Rovers (série télévisée) : professeur Hubert (voix)
- 1997 : Les Secrets du silence (en) (What the Deaf Man Heard) (TV)
- 1997 : Loïs et Clark, les nouvelles aventures de Superman : Mike
- 1997 : Sunset Beach (série télévisée) : Épisode Pilote